# Half-Life 2: Episode Two
Half-Life 2: Episode Two (с англ. — «Период полураспада 2: Второй эпизод») — компьютерная игра в жанре шутера от первого лица, разработанная и изданная американской компанией Valve в 2007 году; локализацией и изданием игры на территории России занималась компания Бука. Вторая часть в трилогии эпизодов, продолжающих сюжет компьютерной игры Half-Life 2.
Следуя идее Valve, что каждый эпизод должен основываться на определённой тематике, Episode Two фокусируется на открытых пространствах, дальних путешествиях и менее линейном геймплее, чем в прошлых играх серии Half-Life. Второй эпизод вышел несколько длиннее первого: в нём 7 глав (уровней), рассчитанных приблизительно на 8 часов игры. Действие игры развивается сразу после событий Episode One в лесной местности близ уничтоженного Сити 17. По сюжету, Гордон Фримен и Аликс Вэнс должны добраться до Белой Рощи — базы Сопротивления — и передать повстанцам захваченные в первом эпизоде секретные данные Альянса.
4 октября 2007 года, за шесть дней до выхода игры, Episode Two стал доступен для предварительной загрузки через Steam.
С ноября 2024 года, игра недоступна в Steam, как отдельная.

## Коробочные издания
Компания Valve планировала выпустить Episode Two в двух версиях.
Первый вариант издания, называемый The Black Box, должен был выйти только в версии для персонального компьютера и содержать непосредственно Half-Life 2: Episode Two, многопользовательский шутер Team Fortress 2, а также экшен-головоломку Portal. Позднее издание Black Box было отменено Valve по маркетинговым соображениям.
Другое издание — The Orange Box — вышло в версиях для ПК, Xbox 360, и PlayStation 3 и включало оригинальный шутер Half-Life 2, Half-Life 2: Episode One и Half-Life 2: Episode Two, а также Portal и Team Fortress 2.
Версия Black предназначалась для любителей серии, которые уже приобрели Half-Life 2 и первый эпизод трилогии. The Orange Box позиционировался как коллекционное издание, которое объединит все игры серии, а также позволит новичкам узнать полную историю фантастической вселенной Half-Life.
Игра также поступила в продажу как отдельное издание на одном DVD. На территории СНГ игру издала компания Бука.

## Игровой процесс
Главная особенность второго эпизода — большие открытые пространства; лесная местность даёт игроку свободно путешествовать на новом автомобиле, а геймплей становится менее линейным: согласно задумке, с разнообразной тактикой ведения боя каждая битва будет непохожа на предыдущую. Кроме лесных территорий, игрок пройдёт заброшенные шахты, гнездо муравьиных львов и ракетную базу.
Во втором эпизоде нет такого сосредоточения на кооперативной игре, как в первом: хотя сюжетно игрок проходит всю игру вместе со своей напарницей Аликс Вэнс, во многих игровых событиях она по тем или иным причинам не принимает участия. Кроме Аликс, игроку предстоит сражаться бок о бок с дружественными вортигонтами.
В Episode Two был немного изменён инвентарь игрока: фонарик теперь работает на независимой от HEV-костюма Фримена батарее. Разработчики расширили круг использования гравипушки: помимо применения её вместе с бомбами для страйдеров, было добавлено множество новых объектов, которые можно запускать во врага.

## Сюжет
Сюжет эпизода продолжает события Episode One. После взрыва Цитадели поезд, на котором уезжали Гордон Фримен и Аликс Вэнс, попадает под взрывную волну и терпит крушение. Им приходится добираться до главной базы Сопротивления — комплекса «Белая Роща» — своими силами. Главная цель — доставить в Белую Рощу данные, добытые в Цитадели, содержащие секретные планы руководства Альянса, а также код частоты сверхпортала, образовавшегося над разрушенным Сити 17. Этот портал должен вновь прочно связать Землю и вселенную Альянса, что грозит человечеству приходом подкрепления инопланетных захватчиков и повторением Семичасовой войны. Однако, используя код частоты волны портала, у повстанцев есть возможность закрыть его при помощи ракеты со спутником, на котором установлен «зен-резонатор», запустив его из Белой Рощи. Но всё усугубляется тем, что разведка Альянса обнаружила базу и туда уже направляется ударная армия. Фримен и Аликс вынуждены поторопиться, чтобы успеть доставить данные и предупредить повстанцев о надвигающейся угрозе.

### Главы
- Глава 1: В Белую Рощу (англ. To the White Forest)

Фримен приходит в себя внутри вагона поезда, потерпевшего крушение. Продвигаясь по поезду, он видит снаружи Аликс, которая, используя гравипушку, помогает Гордону выбраться из вагона. Выйдя на открытое пространство, они наблюдают зарождение сверхпортала над руинами Сити 17 и связываются со штабом повстанцев, Белой Рощей, где укрылись отец Аликс Илай Вэнс, учёный Айзек Кляйнер и их старый коллега по Чёрной Мезе, доктор Магнуссон; все вместе они руководят постройкой ракеты, при помощи которой планируют закрыть портал. Узнав от Аликс, что у них в наличии данные, украденные из главного суперкомпьютера Цитадели, доктор Магнуссон призывает её как можно скорее доставить их ему, а сам ускоряет подготовку ракеты к запуску.
Около заброшенной угледобывающей шахты «Имени 50-летия Победы» на героев нападает боевой синтет Альянса — охотник, который наносит тяжёлые ранения Аликс. Гордона выручает вортигонт, который освобождает его из-под завала и вызывает своих соплеменников, чтобы исцелить Аликс. Вортигонт с Гордоном отправляются в шахты, чтобы получить помощь, но из-за рухнувшего лифта пути Фримена и вортигонта, поддерживающего жизнь в Аликс, расходятся. Фримену приходится пробираться через гнездо муравьиных львов, которое находится под землёй и частично пересекается с шахтами.
- Глава 2: Кольцо Ворта (англ. This vortal coil)

Добравшись до места назначения, Фримен вновь встречает уже знакомого вортигонта, а также двух повстанцев — Григгса и Шекли. Ожидая появления остальных вортигонтов, Фримену, Григгсу и Шекли приходится отражать атаки муравьиных львов из четырёх тоннелей, используя самодельную систему сигнализации, предупреждающую о приближении львов, перепрограммированные автоматические пулемёты и мины, обычно используемые в войсках Альянса. Положение становится всё сложнее, пулемёты выходят из строя, но подоспевшие вортигонты помогают отразить последнюю и самую массивную атаку насекомых.
Для спасения Аликс требуется особый «личиночный экстракт», и для того чтобы добыть его, Гордону и одному из вортигонтов необходимо отправиться вглубь гнезда муравьиных львов. По пути Фримену приходится столкнуться со стражем гнезда муравьиных львов, которого нельзя убивать, так как, по словам вортигонта, это погубит экстракт.
Добыв экстракт, герои доставляют его к вортигонтам, которые исцеляют Аликс. Однако во время исцеления, Фримена, воспользовавшись моментом, «выдёргивает из реальности» G-Man и сообщает ему, что необходимо во что бы то ни стало доставить Аликс в Белую Рощу; G-Man упоминает, что всегда придавал Аликс особое значение, а также о некой плате, которую он возьмет за то, что спас Гордону жизнь. G-Man также внушает находящейся без сознания Аликс передать её отцу, чтобы тот был готов к «непредвиденным последствиям». После этого он исчезает, а Гордон и вернувшаяся к жизни Аликс намереваются продолжить путешествие в Белую Рощу. Один из вортигонтов берётся показать им путь. Другие вортигонты уходят, чтобы продолжить охоту за Советниками.
- Глава 3: Мостостроитель Фримен (англ. Freeman pontifex)

Выбравшись из шахт, герои замечают марширующую вдалеке крупную армию Альянса, которая движется в сторону Белой Рощи. Вортигонт говорит, что в лагере повстанцев неподалёку есть автомобиль, с помощью которого можно опередить силы Альянса. Добравшись до лагеря (уничтожив выбравшегося на поверхность стража гнезда муравьиных львов и его сородичей), герои обнаруживают, что после столкновения там войск Альянса, повстанцев и хедкрабов лагерь полон всеми видами паразитов и зомбированных ими людей, включая солдат Альянса. Вортигонт и Аликс, которая вооружилась снайперской винтовкой, остаются прикрывать Гордона, а сам он идёт к автомобилю, который стоит на другом конце моста. Добравшись до машины, Гордон заводит её и не без труда пересекает мост (из-за очередного портального вихря он частично обрушивается). Гордон и Аликс прощаются с вортигонтом и продолжают своё путешествие на машине.
- Глава 4: Вооружён и на дороге (англ. Riding shotgun)

Из-за того, что часть дороги разрушена, Фримену и Аликс приходится ехать по объездному пути. По пути им встречается заброшенная, но все ещё работающая станция связи, где они пытаются связаться с Белой Рощей, отбившись от нападения отряда охотников Альянса. Однако из-за слабости сигнала доктор Магнуссон не расслышал предупреждения Аликс о надвигающейся армии Альянса.
Продолжив путь, герои натыкаются на разбившееся транспортное средство Советника Альянса около небольшого посёлка. Они пробираются к его барокамере внутри одного из зданий и обесточивают систему жизнеобеспечения. Вырвавшийся из кокона Советник обездвиживает Фримена и Аликс телекинезом и едва не убивает их, но взрыв системы жизнеобеспечения ранит его и заставляет спасаться бегством. Советник успел вызвать подкрепление, отряд солдат и охотника, с которыми героям приходится сражаться. Когда они продолжают свой путь, за ними в погоню устремляется боевой вертолёт Альянса. Аликс и Гордон добираются до одной из баз Сопротивления, но двигатель машины выходит из строя. Гордон уничтожает вертолёт, забросав его собственными минами при помощи гравипушки.
- Глава 5: На радаре (англ. Under the radar)

На базе повстанцев оказалась автомастерская. Аликс осталась помогать повстанцам с ремонтом автомобиля, а Гордон отправляется дальше, чтобы уничтожить преграждающий им путь аванпост войск Альянса, где они установили автоматическую пушку для борьбы с зомби, бредущими из Сити 17. Уничтожив пушку Альянса, Фримен возвращается в мастерскую — за время его отсутствия повстанцы не только починили машину, но и установили на ней радар, показывающий тайники Сопротивления. Герои продолжают путь, лишь изредка останавливаясь для проверки тайников (в одном из них даже обнаруживается ракетомёт). Около заброшенной гостиницы войска Альянса устраивают засаду против Аликс и Гордона. В конце концов, герои добираются до Белой Рощи, встретив по пути робота Пса (Пёс уничтожает страйдера, которого нёс для разведки сбитый охранниками Белой Рощи транспортёр).
- Глава 6: Наш общий недруг  (англ. Our mutual Fiend)

В Белой Роще герои снова встречаются с лидером повстанцев и отцом Аликс Илаем Вэнсом. Вместе они направляются в первый отсек ракетной шахты, где Айзек Кляйнер и доктор Магнуссон, переругиваясь друг с другом, готовят к запуску ракету со спутником, который должен закрыть сверхпортал. Аликс передаёт Кляйнеру добытые в Цитадели данные. В этот момент происходит очередная тревога во втором отсеке шахты, и Магнуссон отправляет Фримена разобраться с этой проблемой (по его словам, эти тревоги происходят целый день и виной их служат обычные вороны). Однако истинной причиной этих тревог оказываются внезапно атаковавшие базу элитные силы Альянса. Магнуссон приказывает Фримену изолировать отсек, закрыв створки шахты, что тот и делает (при этом видно через люк отсека ракетной шахты одного из Советников, который, вероятно, возглавлял атаку).
После этого Гордон, Аликс, Илай и Кляйнер просматривают видеопослание, записанное Джудит Моссман. В нём Моссман сообщает об обнаружении считавшегося потерянным корабля «Борей», на борту которого предположительно находится опасная телепортационная технология, разработанная в Лаборатории исследования природы порталов. Кляйнер предлагает использовать технологию против Альянса, но Илай решительно отвергает это предложение, помня катастрофу в Чёрной Мезе. Сначала он решает сам лететь туда, чтобы спасти Джудит и уничтожить «Борей», но Аликс убеждает его, что она и Гордон справятся. Внезапно, на пустом экране на мгновение появляется G-Man, и Аликс передаёт отцу его слова: «Будь готов к непредвиденным последствиям». Шокированному Илаю становится плохо, и когда Аликс выходит, чтобы принести ему чаю, он рассказывает Гордону о том, что в последний раз слышал эти слова в Чёрной Мезе, незадолго до катастрофы. По его словам, именно G-Man доставил образец аномального материала, из-за которого начался каскадный резонанс, и что именно G-Man тогда спас маленькую Аликс из Чёрной Мезы.
В этот момент доктор Магнуссон даёт Фримену новое задание — помочь повстанцам защитить Белую Рощу от массированной атаки боевых страйдеров, которые пытаются сорвать запуск ракеты. Магнуссон обучает Фримена обращению с созданным им оружием против страйдеров. Тем временем, техники повстанцев модернизируют машину Гордона — радар теперь снабжён детектором движения (показывает врагов красными точками, союзников — зелеными) и посылает сигнал на костюм, чтобы её (машину) было легче найти. Фримен и повстанцы принимают тяжёлый бой против страйдеров в долине около базы, так как любой из них способен уничтожить ракету, подойдя к шахте на расстояние, необходимое для выстрела. Кроме того страйдеры постепенно разрушают укрепления повстанцев в постройках долины, где содержатся боеприпасы и мини-порталы, через которые доставляют устройства Магнуссона.
- Глава 7: T-Минус Один (англ. T-minus one)

В благодарность за успешное отражение атаки именно Фримену доверяют начать запуск ракеты. Старт проходит успешно, после чего Магнуссон и Кляйнер остаются в командном центре, чтобы контролировать состояние спутника, а Гордон, Аликс и Илай выходят наружу и наблюдают за закрытием сверхпортала.
За время, пока подготавливался запуск ракеты и отражалось нападение страйдеров, Аликс успела починить и заправить старый вертолёт Ми-17, чтобы без промедления вылететь с Гордоном на поиски «Борея». Илай отправляется в вертолётный ангар, чтобы проводить героев в их скорое путешествие. В этот момент в ангар врываются двое Советников Альянса, один из которых убивает Илая Вэнса. Другой Советник обездвиживает Фримена и Аликс телекинезом и уже готовится убить Аликс, но их спасает пришедший на помощь Пёс, заставив Советников отступить. Игра заканчивается видом Аликс, плачущей над телом погибшего отца.

## История разработки
Разработка Half-Life 2: Episode Two началась ещё во время создания первого эпизода. Valve выделили две команды разработчиков — одну для Episode One во главе с Робином Уокером, другую для Episode Two, возглавляемую Дэвидом Спейрером. Одновременное создание двух игр позволило более гибко подходить к сюжетной линии, объединяющей всю трилогию эпизодов; кроме того, обе команды смогли быстрее разрешать технические проблемы, возникающие в работе над обоими эпизодами (в особенности те проблемы, которые касались портирования игр на приставки).
Первоначально Valve наметили его релиз на конец 2006 года, но впоследствии эта дата была перенесена множество раз, как и в случае с первым эпизодом. В результате Episode Two вышел 10 октября 2007 года, хотя разработчики планировали завершить всю трилогию эпизодов уже к Рождеству 2007. Тем не менее, задержка между Episode One и Episode Two оказалась меньше, чем задержка между оригинальным Half-Life 2 и Episode One.
Изначально Episode Two по длительности был примерно равен первому эпизоду, однако в процессе разработки увеличился.
За время разработки Valve выпустила несколько видеороликов к Episode Two: обновлённый тизер, трейлер, а также пять роликов, демонстрирующих геймплей Episode Two. Многие элементы игры, продемонстрированные в них, изменились к финальной версии второго эпизода:
- Как видно в первом тизере, первоначально Аликс получала серьёзные ранения не от нападения охотника, а сорвавшись с полуразрушенного железнодорожного моста. Разработчики изменили этот сюжетный ход, поскольку тестеры терялись во время этой сцены, не зная, что делать; кроме того, Valve нужно было сделать первую встречу с охотником как можно более эффектной[10].
- В трейлере Episode Two, когда Аликс лежит без сознания, G-Man говорит ей другую фразу, которой в финальной версии игры не было: «Вы не должны здесь находиться. Забудьте обо всём этом» (эта фраза G-Man’а появилась ещё во время создания Half-Life 2, откуда тоже была вырезана).
- В последнем, пятом деморолике, показывающим финальную битву в Белой Роще, видно, что войск Альянса, штурмующих базу Сопротивления, ранее было гораздо больше: помимо страйдеров и охотников против игрока выступали разного вида солдаты и штурмовики.

## Игровой движок
По сравнению с более ранней версией движка Source 7, которую используют предыдущие игры серии, в новую версию — Source 14 — было внесено определённое количество изменений. Новые технологии Source, используемые в Episode Two:
- Кинематографическая физика. Разработкой этой технологии занимался Грей Хорсфилд, бывший сотрудник известной студии компьютерных спецэффектов Weta Digital. Кинематографическая физика позволяет физическим моделям в игре деформироваться свободно, хаотично и непредсказуемо, а не по заранее просчитанной анимации, как это было раньше. То же касается и линий разрушения игровой геометрии, которые ранее должны были быть указаны создателем карты. Примеры действия технологии — разрушающийся после портального вихря мост в начале игры и взрываемые страйдерами дома в Белой Роще.
- Новая система частиц. Новые улучшенные шейдеры версии 3.0, повышающие качество таких эффектов как брызги крови, водный всплеск, искры, огонь, дым, пузырьки под водой и т. п.
- Улучшенное динамическое освещение и затенение. Технология, призванная исправить ошибки старой системы затенения. С её помощью динамические тени должным образом смешиваются с заранее просчитанными статичными и реагируют на изменение освещения (например, при включаемом фонарике). Объекты при такой системе могут отбрасывать несколько мягких теней, поддерживаются самозатенением и могут освещаться или затеняться повершинно. В новую систему добавлено затенение по Фонгу и эффект Rim Lighting (подсвечивание плоскостей объекта, находящегося между источником освещения и игроком, своеобразный эффект ореола).
- Рендеринг ландшафтов и растительности. Такой рендеринг в Episode Two позволил создать большие открытые пространства с густой растительностью, на что ранее движок Source был не способен.
- Многоядерный рендеринг. Данная функция позволяет получать бо́льшую производительность игры на многоядерных процессорах.
- Размытые движения. В сторону реалистичности эта технология «размывает» изображение перед игроком, когда тот резко меняет обзор своего персонажа (то есть, быстро вертит «головой»).

Помимо вышеперечисленных новшеств, в Episode Two так же повышено максимальное качество текстур до уровня «Очень высокое» и имеется своя система игровых комментариев. В процессе обновления игр в Episode Two (а также в Portal) была добавлена возможность настраивать угол обзора игрока в значениях между 75 и 90 градусами.

## Саундтрек
Келли Бэйли, автор музыки к почти всем играм серии Half-Life, написал 12 треков для Half-Life 2: Episode Two. Кроме того, в финальных титрах игры используется трек «Dark Interval», ранее прозвучавший в Half-Life 2: Lost Coast.
| №   | Название                   | Оригинальное название | Длительность |
| --- | -------------------------- | --------------------- | ------------ |
| 1.  | «Vortal Combat»            | VLVX_song22           | 3:16         |
| 2.  | «Last Legs»                | VLVX_song24           | 2:09         |
| 3.  | «Eon Trap»                 | VLVX_song28           | 3:15         |
| 4.  | «Sector Sweep»             | VLVX_song23           | 2:48         |
| 5.  | «Hunting Party»            | VLVX_song27           | 3:31         |
| 6.  | «Abandoned in Place»       | VLVX_song25           | 2:49         |
| 7.  | «Extinction Event Horizon» | VLVX_song20           | 2:06         |
| 8.  | «No One Rides for Free»    | VLVX_song0            | 1:03         |
| 9.  | «Shu'ulathoi»              | VLVX_song23ambient    | 2:39         |
| 10. | «Nectarium»                | VLVX_song15           | 1:48         |
| 11. | «Inhuman Frequency»        | VLVX_song26           | 1:51         |
| 12. | «Crawl Yard»               | VLVX_song9            | 1:14         |
| 13. | «Dark Interval»            | VLVX_song3            | 1:37         |

Отдельно распространяемого саундтрека ко второму эпизоду нет, однако все новые композиции, за исключением трека «Crawl Yard», входят в аудиодиск, прилагаемый к российскому изданию набора The Orange Box от «Буки», вместе с треками из Episode One. В выпущенный позднее самой Valve The Orange Box Original Soundtrack, содержащий подборку музыки из всех игр набора, вошло 5 треков из второго эпизода («Abandoned in Place», «Last Legs», «Sector Sweep», «Dark Interval», «Vortal Combat»).
В 2020 году был переиздан, как и саундтрек всех игр Valve, на лейбле Ipecac[нужен лучший источник].

## Рецензии и оценки
| Сводный рейтинг       | Сводный рейтинг |
| Агрегатор             | Оценка          |
| --------------------- | --------------- |
| GameRankings          | 90,68 %         |
| Metacritic            | 90/100          |
| Иноязычные издания    |                 |
| Издание               | Оценка          |
| 1UP.com               | 10/10           |
| CVG                   | 9,0/10          |
| Eurogamer             | 9/10            |
| IGN                   | 9,4/10          |
| PC Gamer (UK)         | 93 %            |
| Русскоязычные издания |                 |
| Издание               | Оценка          |
| Absolute Games        | 79 %            |

Игра получила всеобщее признание. На сайте-агрегаторе Metacritic средняя оценка игры составляет 90 из 100 на основе 21 обзора. На сайте-агрегаторе GameRankings средний рейтинг игры составляет 90,68 % на основе 22 обзоров.
Дэн Адамс из IGN поставил игре оценку 9,4 из 10 и отметил отличную проработку обстановки и визуальных эффектов, но раскритиковал малую продолжительность.
Игра победила в категории «Шутер 2007 года» по версии веб-сайта Shacknews.
Летом 2018 года, благодаря уязвимости в защите Steam Web API, стало известно, что точное количество пользователей сервиса Steam, которые играли в игру хотя бы один раз, составляет 3 281 382 человека.